# Sé apostólica
Sé apostólica é, no cristianismo, qualquer sé episcopal cuja fundação seja atribuída a um ou mais dos doze apóstolos de Jesus.

## Histórico
O quarto cânon do Primeiro Concílio de Niceia, em 325, atribuiu ao bispo da capital (em latim: metropolis) de cada província romana (o "bispo metropolitano") uma posição de autoridade perante os demais bispos da província, sem dedicar importância especial ao fundador de cada sé. O sexto cânon reconheceu a autoridade mais ampla, para além de uma província em particular, tradicionalmente detida pelos bispos de Roma e de Alexandria, além das prerrogativas específicas de algumas sés, incluindo a de Antioquia. Sobre Élia Capitolina, a cidade romana construída sobre as ruínas de Jerusalém, lê-se no sétimo cânon: "Como o costume e as antigas tradições ditam que o bispo de Élia deve ser homenageado, deixe-o, com o devido respeito à Metrópole, ter o próximo lugar de honra". Geralmente acredita-se que a metrópole citada é Cesareia Marítima, embora, no final do século XIX, Philip Schaff tenha apresentado outros pontos de vista.
Este concílio, tendo sido realizado em 325, não mencionou Constantinopla, uma cidade que só seria fundada oficialmente cinco anos depois, quando se tornou a capital do Império Romano do Oriente. Mas o Primeiro Concílio de Constantinopla, em 381, decretou, num cânon de validade disputada, que "o bispo de Constantinopla, porém, deve ter a prerrogativa de honra depois do bispo de Roma; pois Constantinopla é a Nova Roma".

## Pentarquia
Um século depois do Concílio de Calcedônia (451) e do cisma que o sucedeu entre os que o aceitaram e os que não, o cristianismo ortodoxo uniu as duas fontes para desenvolver a teoria da "Pentarquia". Segundo a Enciclopédia Britânica, "formulada na legislação do imperador Justiniano I (r. 527–565), especialmente em sua "Novella" 131, a teoria recebeu sanção eclesiástica formal no Concílio in Trullo (692), que ordenou as cinco sés por importância: Roma, Constantinopla, Alexandria, Antioquia e Jerusalém".
Os bispos destas cinco sés se consideram sucessores dos seguintes apóstolos segundo os citados cânones:
- Roma: São Pedro e São Paulo.
- Constantinopla (moderna Istambul): Alega ter sido fundada por Santo André
- Alexandria: São Marcos[a]
- Antioquia: São Pedro[14]
- Jerusalém: São Pedro e Tiago, o Justo[15]

Mas há outras sés que alegam ter sido fundadas por um apóstolo e que poderiam, portanto, ser chamadas de "sé apostólica":
- Atenas: São Paulo
- Éfeso: João
- Babilônia ou Selêucia-Ctesifonte: São Tomé, São Bartolomeu e São Tadeu (também um dos Setenta Discípulos), tradicionalmente identificado como sendo São Judas Tadeu.
- Aquileia: São Marcos
- Milão: São Barnabé
- Siracusa: São Pedro
- Filipos: São Paulo
- Tessalônica: São Paulo[16]
- Corinto: São Paulo[17]
- Malta: São Paulo
- Chipre: São Paulo e São Barnabé[18]
- A Igreja Ortodoxa Russa alega ter sido fundada por Santo André, que, segundo a tradição, teria visitado a área onde a cidade de Kiev seria depois fundada[19]
- Igreja Apostólica Armênia: São Tadeu e São Bartolomeu[20]
- A Igreja Ortodoxa Etíope Tewahedo alega ter sido fundada por São Filipe[21]
- A Igreja Ortodoxa Georgiana alega ter sido fundada por Santo André e São Simão
- As Igrejas Cristãs de São Tomé, na Índia, alegam ter sido fundadas por São Tomé

## Uso na Igreja Católica
No uso da Igreja Católica, Sé Apostólica é um termo sempre singular e em maiúsculas utilizado especificamente para fazer referência à Sé de Roma e utilizado para destacar o papel do papa como sucessor de São Pedro. Esta utilização já existia na época do Primeiro Concílio de Éfeso, em 431, em cujos registros se lê a frase "nosso mais santo e abençoado papa Celestino, bispo da Sé Apostólica".
No direito canônico católico, o termo é aplicado aos vários departamentos da Cúria Romana. Tanto o Código de Direito Canônico quanto o Código dos Cânones das Igrejas Orientais afirmam: Neste código, os termos "Sé Apostólica" ou "Santa Sé" não representam apenas o pontífice romano, mas também, exceto onde o contrário esteja claro pela natureza das coisas ou pelo contexto, a Secretaria de Estado, o Concílio para assuntos públicos da Igreja e outras instituições da Cúria Romana". É claro que as instituições mencionadas são vistas como falando em nome da Santa Sé.